# 天津市人民政府驻成都办事处
天津市人民政府驻成都办事处，是中华人民共和国天津市人民政府驻成都市的办事处，该办事处负责领导联络协调、招商引资、信息调研、对外宣传、接待服务以及服务驻成都市天津企业等相关事项。该办事处为副局级单位。

## 历史沿革
历史上，1982年11月至1994年10月期间，天津市人民政府建立了驻重庆、驻云南和驻三峡地区办事处。其中，驻云南办事处在1996年之前分别由天津市对外经济贸易委员会和天津市电子仪表局负责组建及管理，驻三峡地区办事处由天津市人民政府经济协作办公室负责组建和管理，现在已经自然撤销。1996年，成立天津市人民政府驻四川省办事处。天津市人民政府驻四川省办事处和天津市人民政府驻重庆市办事处实行两个办公地点、一个机构两块牌子。2001年，经过调整后保留了天津市人民政府驻重庆市、云南省和四川省这3个驻外办事处。2003年，天津市人民政府驻云南省办事处更名为天津市人民政府驻昆明市办事处，天津市人民政府驻四川办事处更名为天津市人民政府驻成都市办事处，天津市人民政府驻重庆市办事处被裁撤。2005年，撤销天津市人民政府驻昆明市办事处。

## 联系区域
目前，天津市人民政府驻成都办事处负责联系四川省、重庆市、云南省和西藏自治区。